# Priscilla Vargas
Priscilla Carolina Vargas Abuhadba (19 de diciembre de 1978) es una periodista y presentadora chilena. Es la conductora del programa matinal Tu día en Canal 13.

## Biografía
Nació el 19 de diciembre de 1978 en una familia con ascendencia palestina por el lado materno. Su madre, Patricia Abuhadba, fue la menor de 11 hermanos y de tres matrimonios de su abuelo, oriundo de Beit Yala. Sus raíces árabes la llevaron a practicar el cristianismo ortodoxo, religión por la cual se casó y bautizó a sus hijos con el Padre Francisco Salvador. También conserva dentro de su familia la cultura palestina, especialmente en celebraciones y comidas. Debido a esta conexión genealógica la periodista dice prestar mucha atención al conflicto palestino-israelí.
En su adolescencia, a los 15 años, tuvo problemas de autoestima causados por un cuadro de acné. En ese proceso, la mayor de sus dos hermanas la llevó a postular al concurso de belleza Miss 17, en el cual logró clasificar y luego aparecer en la publicación de la revista del mismo certamen. Asistió a clases de modelaje después de someterse a tratamientos dermatológicos para controlar el acné, pero desistió tras dos sesiones al descubrir que realmente no le gustaba. “Mi aspiración era bien cortita. Pero te juro que me cambió la vida”, explicó la periodista a Glamorama, del periódico La Tercera.
Estudió en el colegio Inmaculada Concepción de la comuna de San Bernardo y se tituló de la carrera de periodismo en la Universidad Andrés Bello, casa de estudios que en 2019 le entregó el premio Alumni Comunicaciones.
En 2005 se casó con Alejandro José Goycoolea Chau, con quien tuvo dos hijas.

## Carrera profesional
En su carrera profesional, su principal trabajo ha sido de periodista y conductora de noticias en Meganoticias, el noticiero principal de Mega. De larga trayectoria en la estación, empezó a trabajar en dicho medio de comunicación cuando ella tenía 23 años.
Parte importante de esta trayectoria ha sido el hacerse cargo del noticiero matutino del canal de televisión, hoy llamado Meganoticias Amanece. Este programa inicia a las 5:45 horas en la madrugada, lo que implica que debe estar en el canal a las 5:15. Aunque declara dormir 5 horas diarias de lunes a viernes, no es algo que hoy le incomode: “llevo 20 años en el mismo horario”, contó al mismo medio de comunicación.
En 2012 fue reconocida con el premio “Pobre el que no cambia de mirada”, entregado por la Fundación Superación de la Pobreza, la Escuela de Periodismo de la Universidad Diego Portales, el Hogar de Cristo, la Fundación América Solidaria y la Fundación Avina, por su aporte en la información sobre la pobreza y la vulnerabilidad con la noticia "Jardines infantiles multiculturales incluyen 564 niños extranjeros", emitida por el canal de televisión Mega.
Desde el 6 de septiembre de 2021 condujo también el programa “Meganoticias a tiempo juntos” en radio FM Tiempo, junto a José Luis Repenning, con quien colabora desde hace 20 años en el área de prensa de Mega. Con él ha formado una amistad muy cercana que reflejan frente a cámara con reconocimientos a sus trabajos, saludos de cumpleaños y otros gestos. Esta cercanía incluso ha significado que voces de la farándula, como Diana Bolocco, generen rumores sobre un amorío entre la dupla, lo que posteriormente fue desmentido tanto por Vargas como por Repenning.
En 2019 recibió el premio “Alumni Comunicaciones” de la Universidad Andrés Bello.
El 1 de marzo de 2022 dejó el canal Mega, luego de 20 años, para comenzar nuevos proyectos en Canal 13. En Canal 13 asumió la conducción del programa de servicios Aquí somos todos, el cual finalizó el 19 de agosto de ese año. En octubre, se confirmó que Vargas asumiría la conducción del matinal Tu día, junto a José Luis Repenning, quien también emigró de Mega.